# Prijenos električne energije
Prijenos električne energije predstavlja glavninu prijenosa električne energije, od elektrana do razvodnog postrojenja koja se nalaze u blizini centra potrošnje. Dalekovodi, koji su međusobno povezani, čine prijenosnu mrežu. Prijenosna mreža razlikuje se od lokalnih mreža između visokonaponskih razvodnih postrojenja i kupaca, koje se obično nazivaju distributivnim mrežama.
Nekada su prijenos i distribucija električne energije bile djelatnost istog poduzeća, ali počevši od 1990-ih, mnoge su zemlje liberalizirale regulaciju tržišta električne energije tako da je došlo do odvajanja poduzeća za prijenos električne energije od poduzeća za distribuciju električne energije.
Prvi prijenos istosmjerne struje dogodio se 1882. godine između parnog stroja smještenog u Miesbachu i Staklene palače u Münchenu (57 kilometara dalje), gdje se održavala izložba električne energije. Korišteni električni napon iznosio je 2000 V. Preneseno je samo 2,5 kilovata snage (s strujom od 1,25 Ampera: I = P/V), a to je korišteno za rad umjetnog vodopada. Sustav su dizajnirali Oskar von Miller i Marcel Deprez. Za prijenos energije korišten je telegrafski kabel, ali je nakon nekoliko dana puknuo.
Sljedećih godina Deprez je postavio 112 kilometara dugu istosmjernu struju između Creila i Pariza, na naponu od 6000 V.
Godine 1888. dizajnirani su prvi funkcionalni AC motori, komponente koje su tim sustavima do tada nedostajale. Bili su to indukcijski motori na polifaznu struju, koje su neovisno izumili Galileo Ferraris i Nikola Tesla (Teslin dizajn licencirao je George Westinghouse u SAD-u). Mihail Dolivo-Dobrovolski i Charles Eugene Lancelot Brown ovaj su dizajn dalje razvili u moderni praktični trofazni oblik. Praktična uporaba ovih tipova motora bila je odgođena mnogo godina zbog problema u razvoju i nedostatka polifaznih sustava napajanja potrebnih za njihovo napajanje.
Kako bi osvijetlio Portland u Oregonu, „Westinghouse Electric” izgradio je elektranu Willamette 1890. godine, 20 km od grada, a zatim je postavio prvi dalekovod, koji je pokrivao 20 km od Willamette Fallsa do Portlanda. Bio je to vod izmjenične struje napona od 4000 volti koji je dolazio do grada, gdje je sustavom transformatora napon smanjen na 100 volti, što se moglo koristiti za rasvjetu.
U srpnju 1892. svečano je otvorena linija Rim-Tivoli, prvi daljinski (jednofazni) industrijski dalekovod za prijenos električne energije u Italiji.